# Батрадь
Ба́традь (до 1946 року — Бовтрадь) — село в Україні, у Берегівському районі Закарпатській області, центр сільської ради. Розташоване за 26 км від районного центру і за 3,5 км від залізничної станції Батєво на лінії Ужгород—Солотвино. Через село проходить автошлях Берегове—Чоп. Населення — 1 846 чоловік.

## Герб
У лазуровому щиті виникає золотий дуб, обтяжений червленим серцем, обтяженим золотим повсталим левом, що тримає в правій лапі срібний меч. До стовбура дуба з боків притулено два тюки сіна. У лазуровій базі срібна хвилеподібна балка.

## Населення

### Мова
Розподіл населення за рідною мовою за даними перепису 2001 року:
| Мова       | Кількість | Відсоток |
| ---------- | --------- | -------- |
| угорська   | 1425      | 77.19%   |
| українська | 402       | 21.78%   |
| російська  | 18        | 0.98%    |
| словацька  | 1         | 0.05%    |
| Усього     | 1846      | 100%     |

## Історія
Назва походить від потічка, який протікав на межі  села, і це, ймовірно, слово слов'янського походження. Перша згадка про поселення, під назвою Болтраґ, з'являється в 1270, пізніший запис датується 1320 р.
У 1566 році село піддалося спуштошливому набігу кримських орд. Після кількох попередніх власників з часів середньовіччя і до початку 20-го ст. землі села перебували у власності дворянської родини Лоняї.  В першій половині XVI ст. населення перейшло в реформатську віру. В 1595 р. згадується в записах як процвітаюче село із церквою.
З початку березня по 21 квітня 1919 в селі існувала радянська влада. У 1934 році була заснована організація Комуністичної партії Чехословаччини. У період окупації Угорським королівством в 1938—1944 роках за антинацистську діяльність три жителя села були кинуті у в'язницю, 30 — відправлено до трудових таборів.  
Після звільнення села від нацистських окупантів 27 жовтня 1944 року 12 жителів села добровільно вступили до лав Червоної армії, два з них загинули, дев'ять — за бойові заслуги удостоєні урядових нагород.
У повоєнні часи у селі знаходилася центральна садиба багатогалузевого колгоспу «Перемога», за яким було закріплено 2 948 га сільськогосподарських угідь, у тому числі 2 080 га орної землі. Основним напрямом господарства було виробництво зерна і молочно-м'ясної продукції. З підсобних підприємств діяли сувенірний і плодоконсервний цехи. З соціальної сфери діяли восьмирічна і початкова школи, будинок культури, бібліотека, фельдшерсько-акушерський пункт, дитячий садок. Працювали будинок побуту, кілька магазинів. ресторан, швейна майстерня, відділення зв'язку.

## Присілки
Нова Батрадь
Нова Батрадь — колишнє село в Україні, в Закарпатській області.
Обєднане з селом Батрадь рішенням облвиконкому Закарпатської області № 155 від 15.04.1967
Тут живуть переселенці з інших районів Закарпаття.
- Місцева школа знаходиться там де була колишня панська садиба Клемпі та Оденал з відповідними баштами та шпилями. Як розповідають старожили, будівля вже відзначила свій 100-річний ювілей. Це підтверджує хоча б той факт, що під час капітального ремонту даху було знайдено дерев'яну дощечку з підписами теслярів, датовану 1911 роком.
- ще одна будівля в присілку колись належала держсекретарю Австро-Угорської монархії на прізвище Потокі.
в присілку  діє православний храм

## Архітектурні пам'ятки
Цікавою архітектурною пам'яткою (наразі не занесеною до списків охоронних об'єктів) є невеликий одноповерховий палац із декоративною баштою, що належав угорській дворянській родині Лоняї. Це був літній особняк представника родини Лоняї, збудований, згідно знайдених артефактів, в 1910—1912 рр. В чехословацький період в палаці мешкав державний чиновник, який керував процесом переселення до села слов'янських родин з гірських регіонів. Під час Другої світової війни в палаці була влаштована  ветеринарна клініка. Після націоналізації майна в радянський час в садибу були заселені бідні сім'ї з хутора, так званого «Боґойсалаш» («Совине гніздо»). Пізніше тут була влаштована сільська рада, потім — дитячий садок, з 1960 р. — основна будівля  місцевої початкової школи. В цьому статусі, одного з чотирьох корпусів Батрадівської загальноосвітньої школи І — ІІ ступенів, колишній палац знаходиться й зараз, в оточенні невеликому гарного парку.

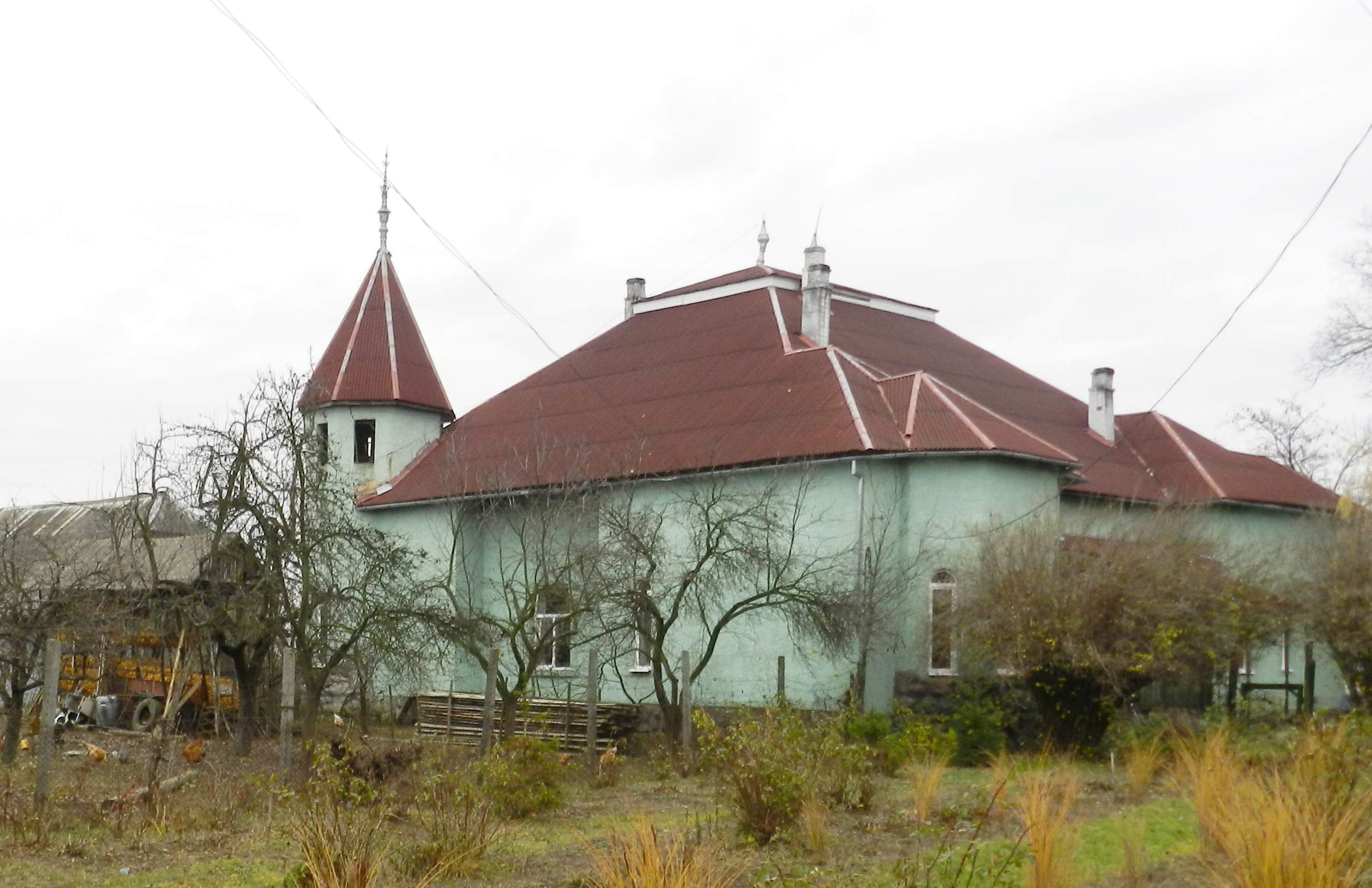
Колишня садиба родини Лоняї, ніні корпус № 1 Батрадівської ЗОШ

Численні перебудови не дали змоги зберегти внутрішні інтер'єри споруди, сьогодні від них залишилися хіба що фрагменти. Не можна вважати вдалою й зовнішній ремонт, проведений на кінці 1990-х років. Будівля, яка була виконана в елегантному сірому кольорі, була наполовину розфарбована в недолугий штучно-зелений колір. Оригінальне покриття даху також було замінено на новий покрівельний матеріал, який не гармонізує із загальним стилем палацу.
Реформатська церква в центрі села початково була католицькою, і збудована в XV ст.. в готичному стилі. Згодом стала реформатською, в 1912 р. перебудована в неоготичний стиль, в основному на кошти односельчан, які мігрували за океан.  Реставрована в 1995 р.

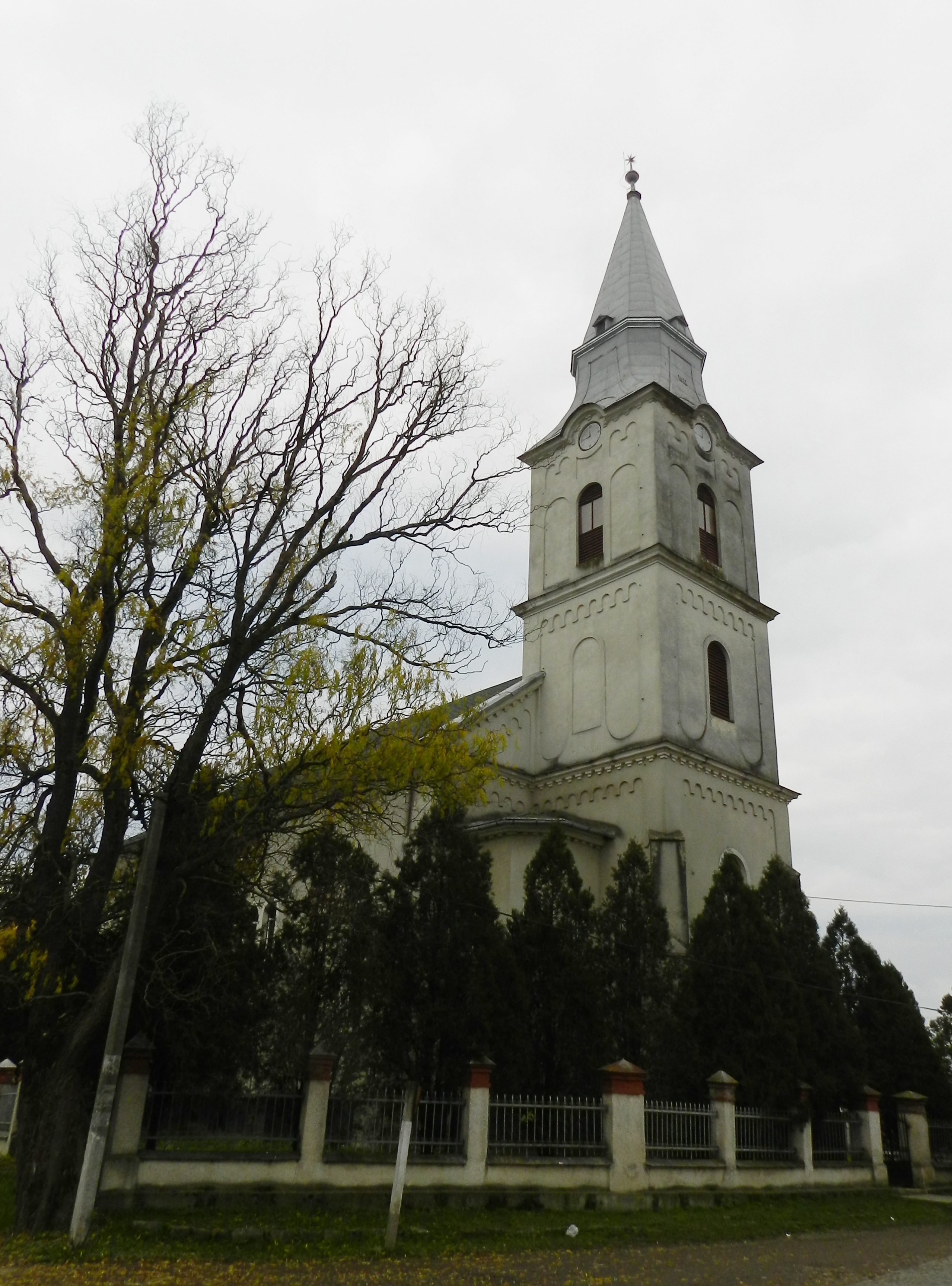
Реформатська церква

Навпроти церкви розмістилася парохія (будинок священика), у якій була організована місцева церковна школа, час будівництва — 1890-ті роки. Школа використовувалась за своїм призначенням і при чехословацькій владі, і зараз є корпусом № 2 з чотирьох частин місцевого навчального закладу.
Цей корпус (знаходиться на відстані одного кілометра від основного) розташований по вул. Сечені, 71. За даним архіву — це «Церковна мадярська реформатська 1 класова народна школа» (згідно записів 1928/1929 навчального року від 28.V.1929 р.)." Згідно архівних записів, «Школа знаходиться в центрі села в будинку кальвіністської церкви. Будинок дуже старий. Одна велика кімната 11 м х 10 м х 35 м. Двір великий. Є кімната для вчителя. В школу записано 28 учнів — 12 хл. та 16 дів. Державний церковний учитель: Олександр Лазар — викладає такі предмети як числення, географія, читання, граматика. Навчання відбудеться кожного дня з IX—VI місяці. Заняття закінчуються о 14.00. Ученича бібліотека: 47 книг, прочитано учнями близько 85 книг. Вчительська бібліотека має 76 томів серед яких фахові книги, які вчитель використовує для підготовки до уроків».

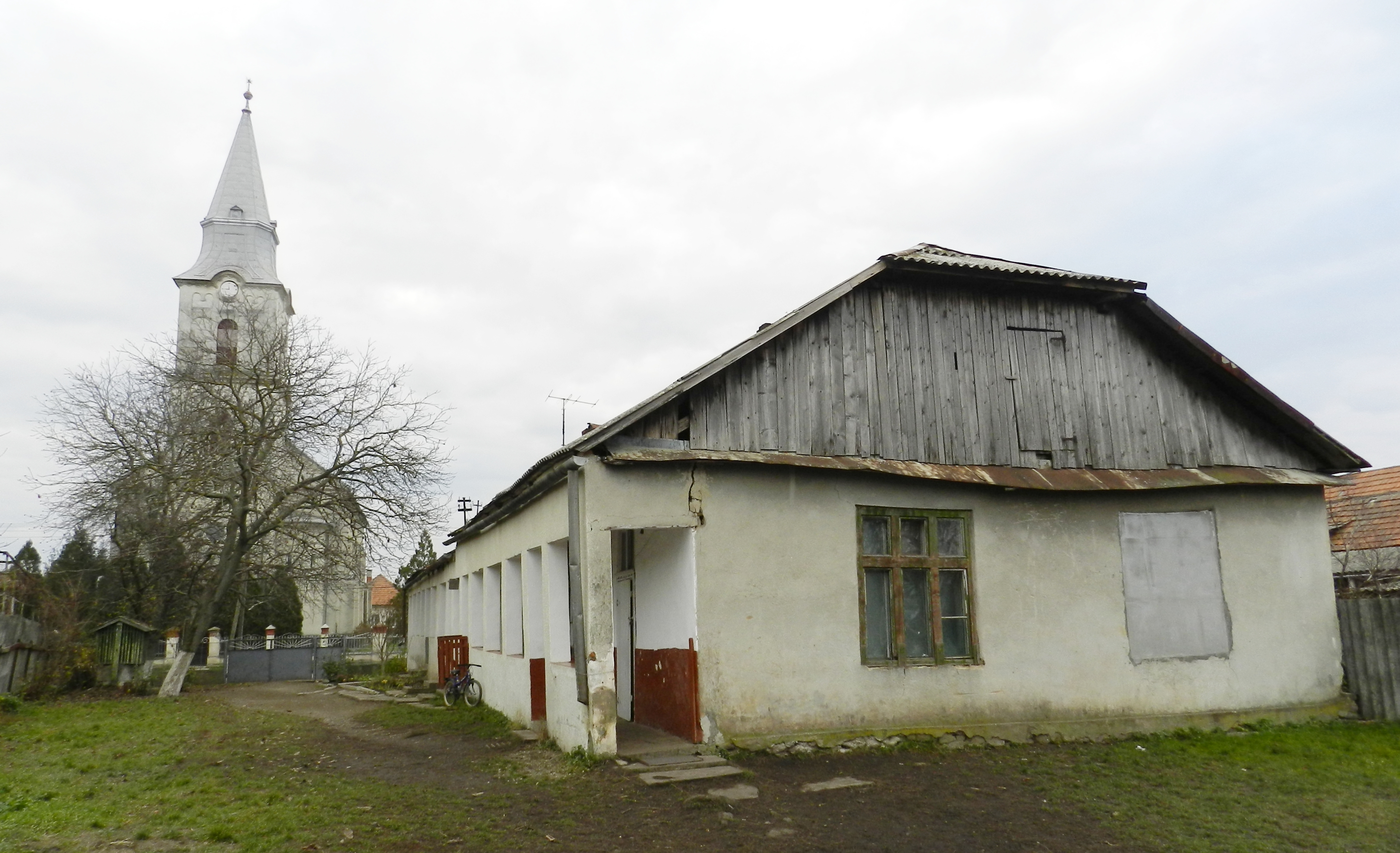
Колишня церковна школа, ніні корпус № 2 Батрадівської ЗОШ

Третій корпус школи розташований в будинку 1920-х рр., на глиняному фундаменті. При побудові воно складалося воно з двох навчальних кімнат, канцелярії та вчительської квартири.  Корпус № 3 (знаходиться на відстані 1,5 кілометра від основного корпусу) розташований по вул. Івана Франка, 2. Згідно з архівними даними «Шкільний округ Берегово, за навч. рік 1928/29. Державна мадьарська 2 класна народна школа, мішана з державним учителем). Зовнішній стан школи: Школа знаходиться на південно західній частині на периферії села, знаходиться в державному будинку, що складається з двох добрих навчальних приміщень, одної канцелярії та вчительської квартири (2 кімнати, кухня, комора). Будинок знаходиться в доброму стані, адже недавно побудований на „багнистом“ фундаменті. Подвір'я недостатньо загороджене».
Четвертий корпус нинішньої школи  знаходиться на відстані двох кілометрів від основного. Це колишній будинок, що належав державному секретарю, і був побудований близько ста років тому.   Після ІІ світової війни тут була розташована контора МТС (машинно-тракторна станція), яка обслуговувала 9 сіл. Після розформування МТС тут почала працювала берегівська «Сільгосптехніка», потім колгоспний цех, після чого до 1977 року тут була колгоспна контора. Після 1977 року тут проживали сім'ї військовослужбовців, які несли службу в регіоні.
У 1946—1950 рр. за дозволом радянської влади в селі було споруджено католицький храм, який через два роки ця ж влада відібрала та використовувала в якості складу мінеральних добрив. Після повернення костелу у 1989 році його довелось розібрати (міндобрива роз'їли не тільки стіни, але й частково фундамент) та збудувати на цьому місці новий. Спорудження храму завершили 1995 року. Зі старої святині залишився лише хрест, який зараз знаходиться поряд із вівтарним образом.
В селі діють новозбудовані церкви католицької та православної громад.
Церква православної громади знаходиться в присілку Нова Батрадь.
На околиці Батраді розміщалася ще одна садиба,  палац Фюзешері.  На жаль, він прийшов в повний занепад, і в 2003 р., враховуючи його аварійний стан, палац був повністю розібраний. Лишився тільки гарний парк, з дубів та хвойних дерев, який сьогодні вже має ознаки лісу з галявиною.
На іншій околиці Батраді раніше знаходилося єврейське кладовище. Сьогодні це місце повністю заросло чагарником.
В 1985 р. при в'їзді до села в полі встановили залізобетонний пам'ятник радянським воїнам, роботи І. Баранича та В. Роговського. Пам'ятник відрізняється великими розмірами. Неподалік розмістився сучасний меморіальний знак, встановлений в 1990 р. на честь місцевих мешканців, загиблих під час 2-ї Світової війни та від сталінських репресій 1944—1945 рр.

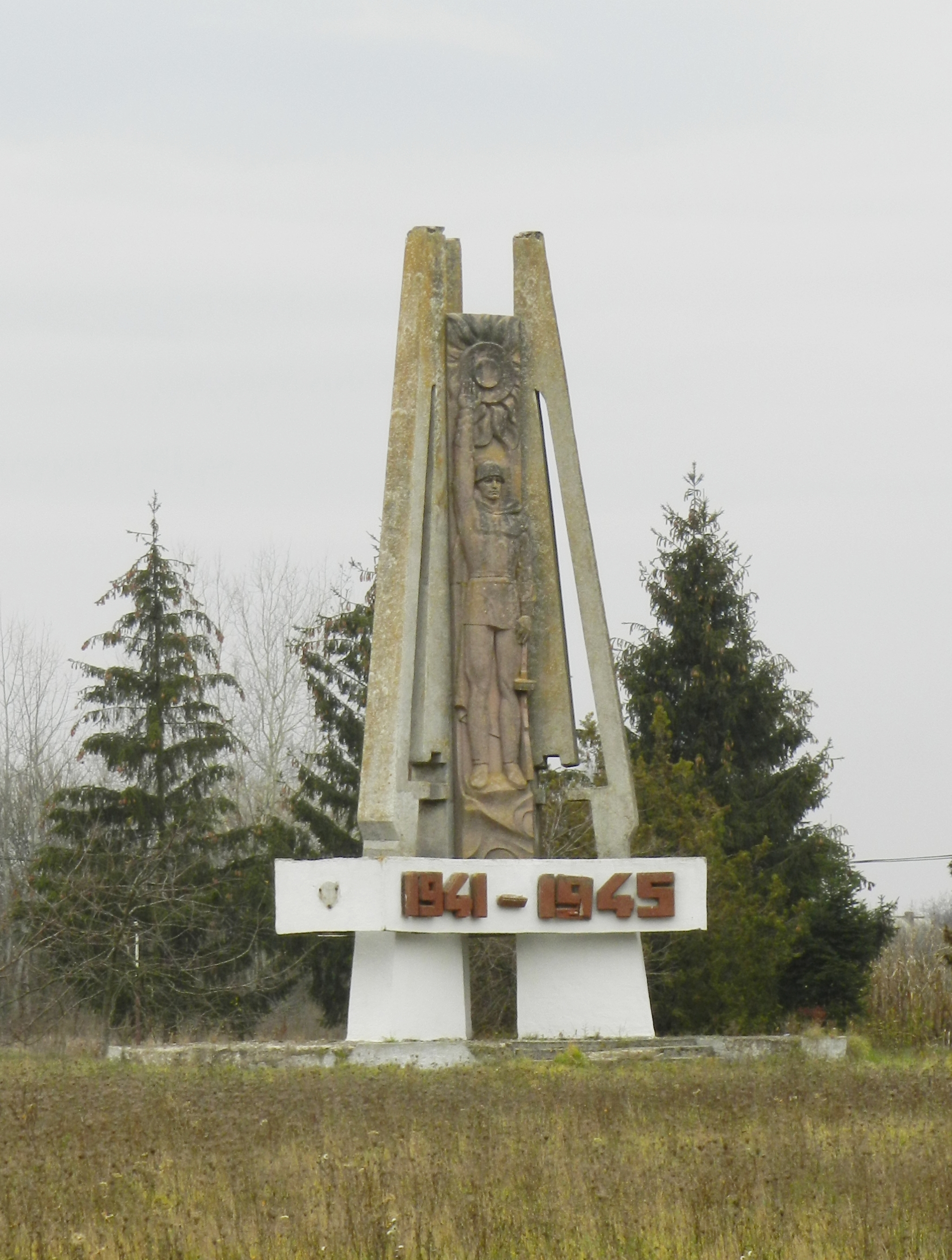
Пам'ятник радянським воїнам, роботи І. Баранича та В. Роговського

На території села розташовані три кургани епохи ранньої бронзи (кінець III тисячоліття до н. е.), а на околиці знайдений скарб бронзових знарядь праці епохи пізньої бронзи (кінець II тисячоліття до н. е.).

## Туристичні місця
- три кургани епохи ранньої бронзи (кінець III тисячоліття до н. е.)
- скарб бронзових знарядь праці епохи пізньої бронзи (кінець II тисячоліття до н. е.).
- дноповерховий палац із декоративною баштою, що належав угорській дворянській родині Лоняї.
- хутора, так званого «Боґойсалаш» («Совине гніздо»).
- храм збудований в XV ст.. в готичному стилі.
- залізобетонний пам'ятник радянським воїнам
- єврейське кладовище
- парк і залишки палацу Фюзешері.
- католицький храм ХХ ст.

## Люди
- Шепа Василь Васильович — український агроном-економіст, Народний депутат України.
- Ликович Ірина Миколаївна — українська письменниця та журналістка.
- Василь Гринь (1997 р.н.) — боєць 128-ї гірсько-піхотної бригади, загинув у російсько-українській війні 7 січня 2018 р.
- Михайло Кушнір (1993 р.н.) — боєць 128-ї гірсько-піхотної бригади, загинув у російсько-українській війні 12 грудня 2017 р.